# Schefflera simulans
Schefflera simulans är en araliaväxtart som beskrevs av William Grant Craib. Schefflera simulans ingår i släktet Schefflera och familjen araliaväxter. Inga underarter finns listade.